# Église Saint-Éloi de Bordeaux
Pour les articles homonymes, voir Église Saint-Éloi.
 (janvier 2025).
L’église Saint-Éloi est une église historique de Bordeaux en Gironde, située contre la porte de la Grosse cloche. C’était l’église de la Jurade de Bordeaux. Elle a été érigée en paroisse personnelle par l’archevêque de Bordeaux en 2007 et confiée à l’Institut du Bon Pasteur.   
Elle est classée monument historique depuis le 30 juillet 1921.

## Histoire
Une première chapelle romane dédiée à saint Éloi (588-659), conseiller du roi Dagobert, est construite au XIIe siècle hors des murs d’enceinte au sud de la ville. Une seconde église est construite en style gothique en 1245, le faubourg s’agrandissant rapidement avec un second rempart. C'est alors que l'église devient l'église de la Maison de la Ville, à l'époque où Bordeaux est possession anglaise.
La Maison de la Ville était dirigée par un maire assisté de douze jurats (ils seront cinquante plus tard) qui avait obtenu en 1214 le célèbre privilège de la libre circulation des vins. C'est ici qu'avait lieu la cérémonie de transmission des pouvoirs des jurats. Elle se tenait le 24 juillet, veille de la fête de saint Jacques et de saint Christophe. Les jurats venaient en procession jurer d'élire les « successeurs les meilleurs et les plus capables » et s’enfermaient en conclave. Une fois les élections déroulées, les jurats se rendaient en procession au son des trompettes à la cathédrale Saint-André proclamer les résultats et prêter serment. Ils assistaient ensuite à la messe du Saint-Esprit tous ensemble à Saint-Éloi, le 1er août, où ils promettaient de gouverner fidèlement la ville et de protéger les pauvres.
L'église se trouve contre le second mur d'enceinte. L'église est remaniée à la fin du XVe siècle et consacrée le 30 avril 1497 par le cardinal André d'Espinay. Elle devient l'église paroissiale du faubourg Saint-Éloi, alors quartier commerçant et prospère.
Elle est transformée en magasin à fourrage à partir de 1790 par les révolutionnaires et échappe ainsi à la destruction. Elle est restaurée au milieu du XIXe siècle et la façade remaniée en 1828 par l'architecte Poitevin.
L'église est fermée au culte dans les années 1980 et abrite des archives. Puis fermée, elle est squattée et vandalisée. Cependant, les autorités du diocèse, à court de moyens, ne peuvent restaurer l'église qui est en passe de tomber en ruine, et la municipalité laisse faire. Finalement elle est occupée par une association catholique de rite traditionnel fondée en 1983, dont le fondateur, œuvrera pendant 25 années  pour sauver l'église qui tombait en ruine.
Dès la réouverture de l'église en septembre 2002, l'association entreprend de la restaurer avec l'autorisation de la mairie. L'association a financé la réfection des vitraux et le relevage du grand orgue, laissant à l'abbé Philippe Laguérie le soin de la restauration générale de l'édifice et du culte grégorien.
Après avoir essayé d'expulser les catholiques de rite traditionnel, les autorités diocésaines acceptent en 2007, une fois les travaux de restauration terminés, de confier la paroisse à l’Institut du Bon-Pasteur nouvellement érigé par le Saint-Siège et dont les prêtres célèbrent exclusivement selon la forme extraordinaire du rite romain ou rite tridentin. 
Après sa mise à disposition d’une association catholique de rite traditionnel par le maire Alain Juppé, le monument a été pendant quelques années au centre d’une polémique. Le 10 décembre 2002, le tribunal administratif de Bordeaux a annulé la délibération prise le 28 janvier 2002 concernant cette mise à disposition. Le jugement a été confirmé en cour administrative d’appel le 27 avril 2004. Enfin, le pourvoi en cassation de cette « Association église Saint-Éloi » a été rejeté par le Conseil d’État le 2 mars 2005. Les décisions de justice n'avaient pas été exécutées et l’église demeurait le siège des catholiques de rite traditionnel bordelais quand, le 1er février 2007, cesse la polémique : le cardinal Ricard attribue à l’Institut du Bon-Pasteur la paroisse Saint-Éloi.
Le 27 avril 2010, France 2 publie un reportage sur le groupe d'extrême droite Dies Irae et révèle les liens entre celui-ci et la paroisse de l'église Saint-Eloi. Malgré les dénégations du président de Dies Irae, cette affaire attise les tensions entre la paroisse de rite traditionnel et d'autres membres du clergé local,. Un procès en diffamation est intenté par l'abbé Philippe Laguérie contre les journalistes de France 2, dont David Pujadas, finalement acquittés en 2014.
Saint-Éloi est l'une des deux églises de l'agglomération bordelaise célébrant la messe selon la forme extraordinaire du rite romain ou rite tridentin.

## Description

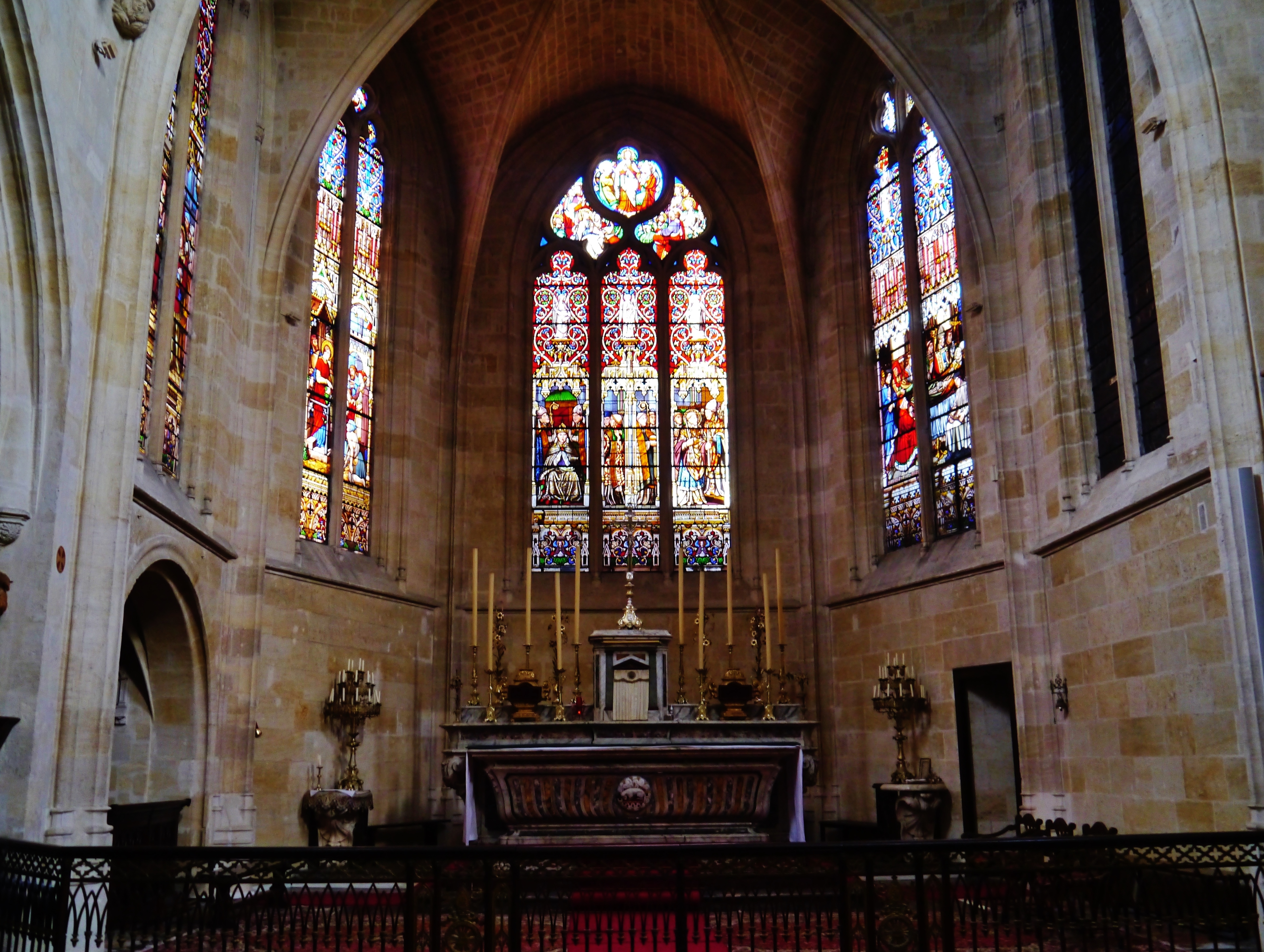
L'autel principal en question

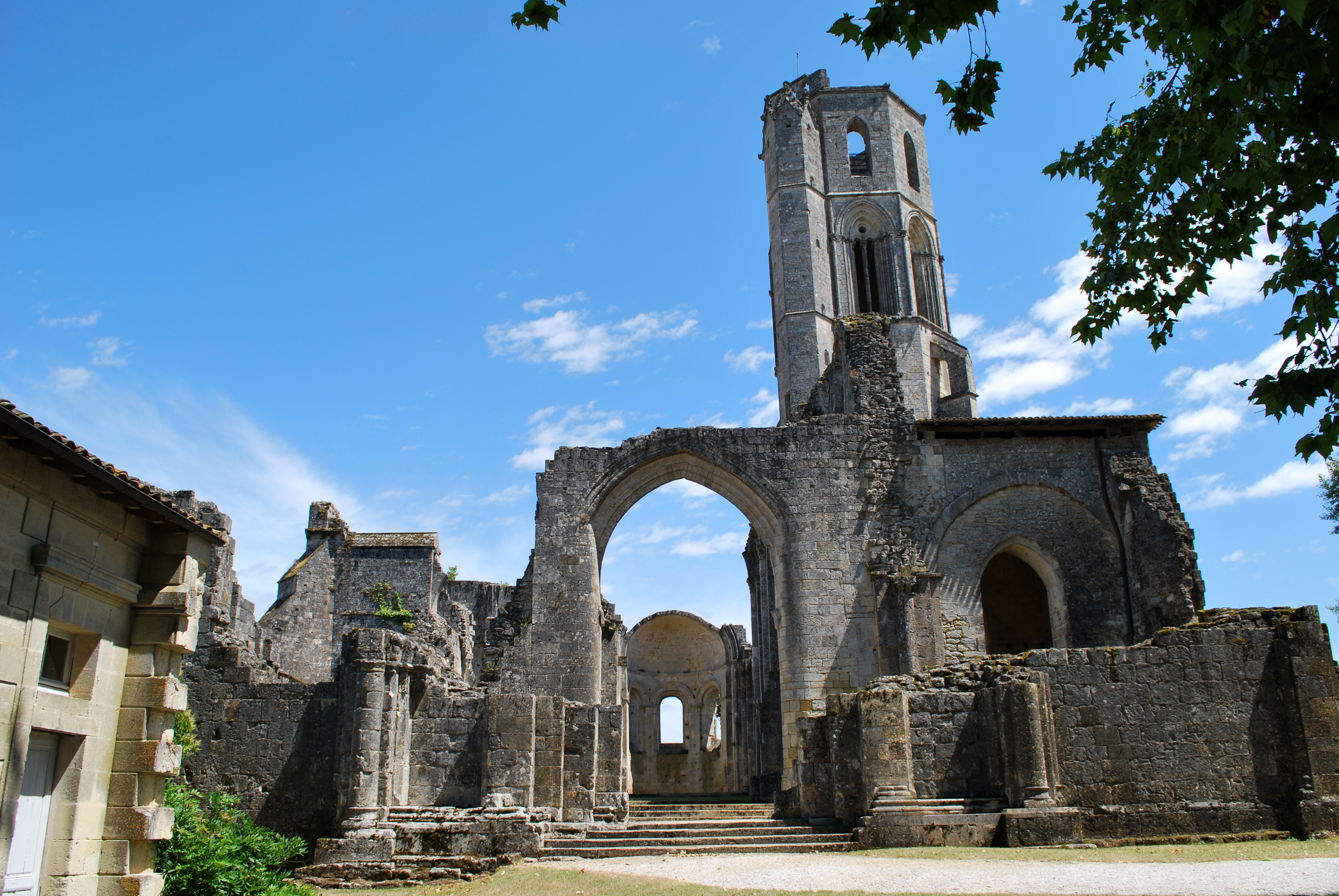
Abbaye de la Sauve-Majeure

L'autel principal est un autel en marbre datant d'avant la Révolution française provenant de l'abbaye de La Sauve-Majeure en Gironde.[réf. nécessaire]

## Curés de la paroisse Saint-Éloi
- Abbé Bernard Théotime Couteau, 1905-1923
- Abbé Dupeyron ~1953
- Abbé Philippe Laguérie, 2007-2009
- Abbé Yannick Vella, 2009-2017
- Abbé Grégory Lutz-Wiest, depuis 2017 à ce jour.

## Saints et bienheureux liés à l'église Saint-Éloi
- Saint Éloi de Noyon (Saint patron)

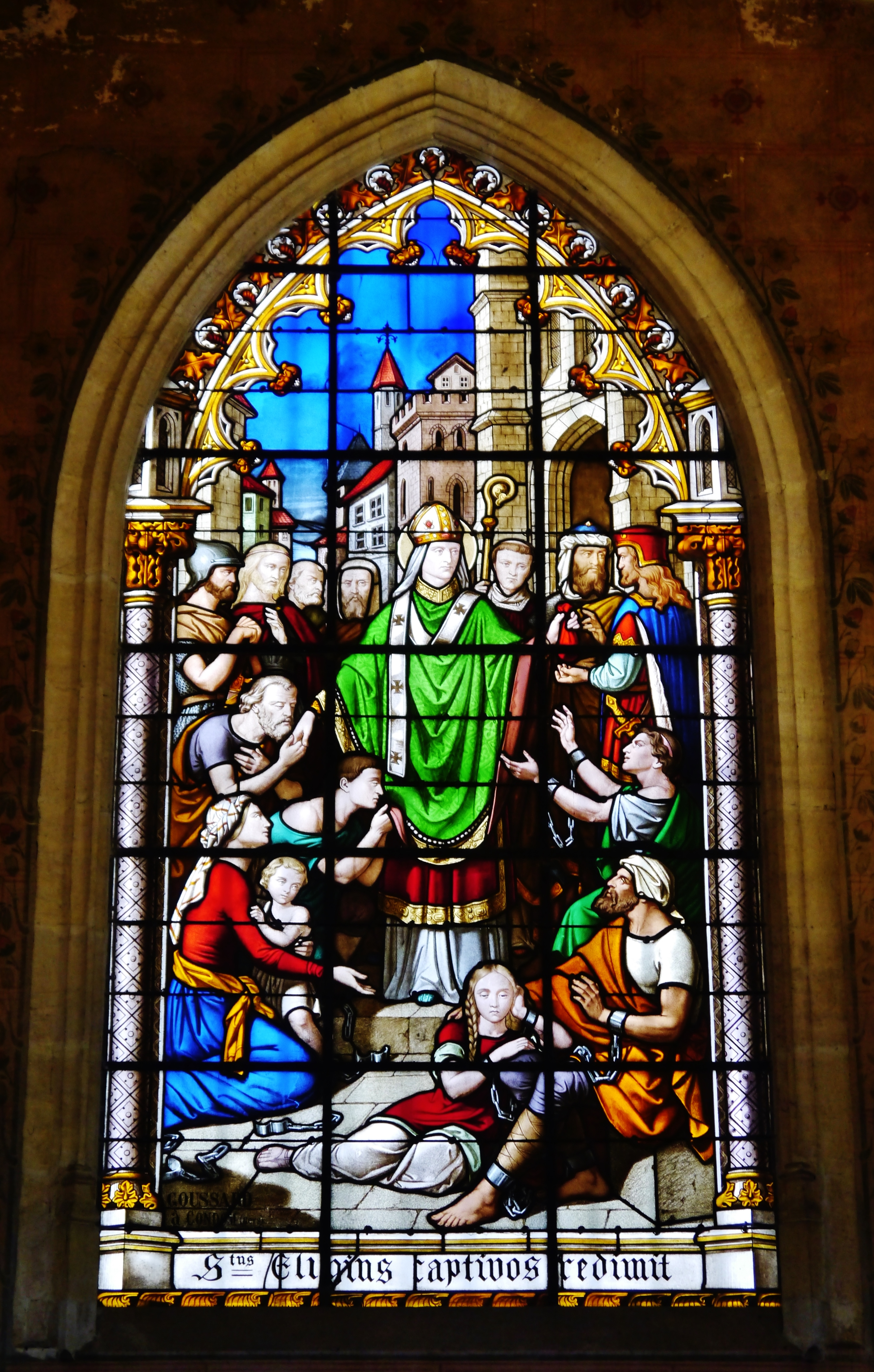
Vitrail de l'église Saint-Éloi représentant le saint en question

- Sainte Jeanne de Lestonnac (native)
- Bienheureux Jean-Joseph Rateau (natif)

## Architecture

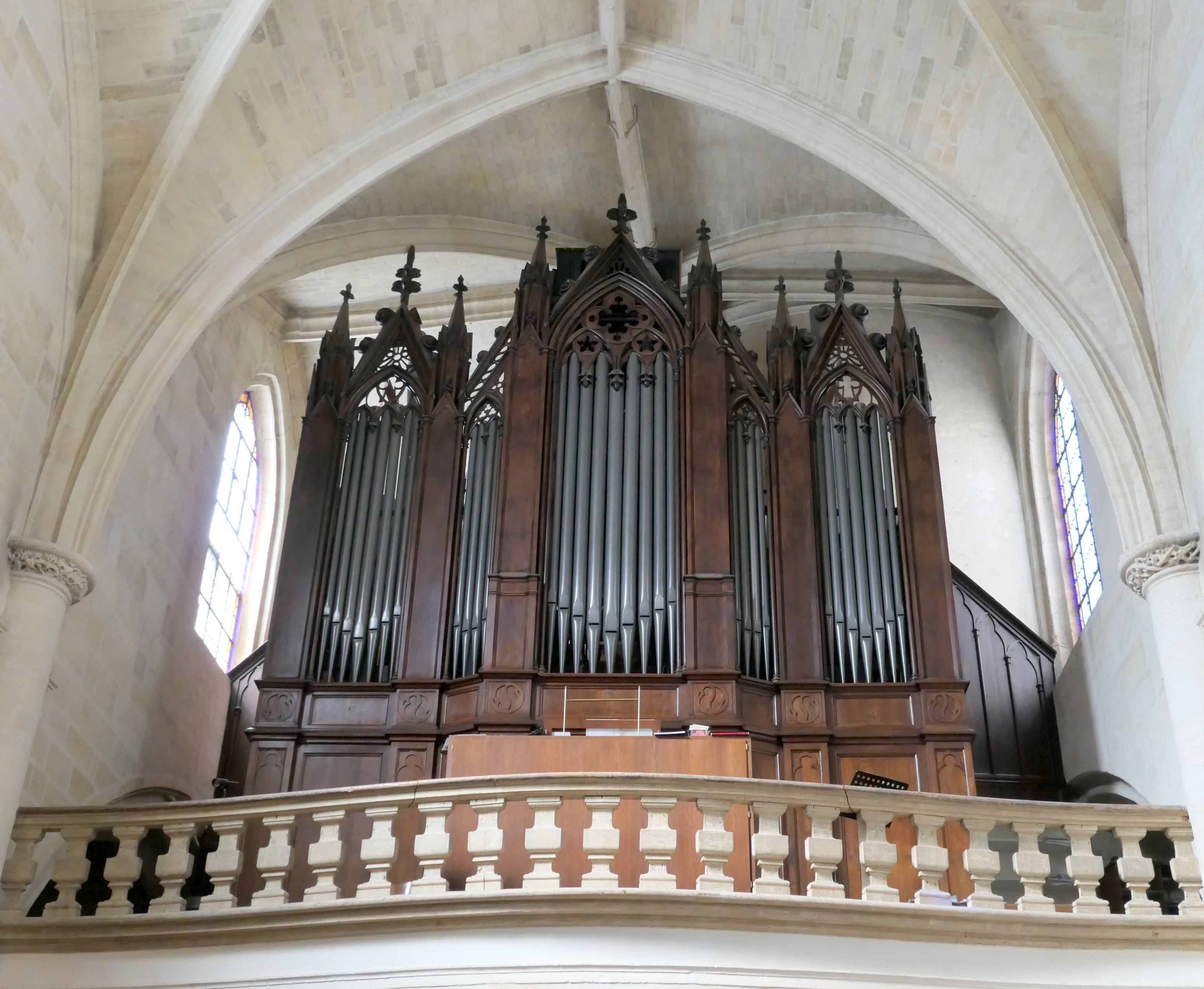
Grand orgue.

L’église mesure 35 mètres de long et plus de 12 mètres de hauteur dans la nef et 5 mètres  pour l’unique bas-côté. Le chœur est légèrement dévié pour suivre la ligne des remparts. Il possède un maître-autel remarquable du XVIIIe siècle. Près de la porte se trouve une inscription funéraire (classée) de 1633, de Théophile de Lauvergnac et de sa famille. Les autels sont néogothiques. Les orgues ont été restaurées au début des années 2010.

### Sources et bibliographie
- Abbé Pierre Brun, Les églises de Bordeaux, Bordeaux, Delmas, 1953